# Sakura (Capsule)
Sakura (さくら?) è il singolo d'esordio del duo di musica elettronica giapponese Capsule, pubblicato il 28 marzo 2001, sotto l'etichetta Yamaha Music Communications.

## Tracce
1. Sakura (さくら?) - 3:39
2. Kowareta Tokei (壊れた時計?)
3. Koi wo Shimashita (恋をしました?)